# Chadán

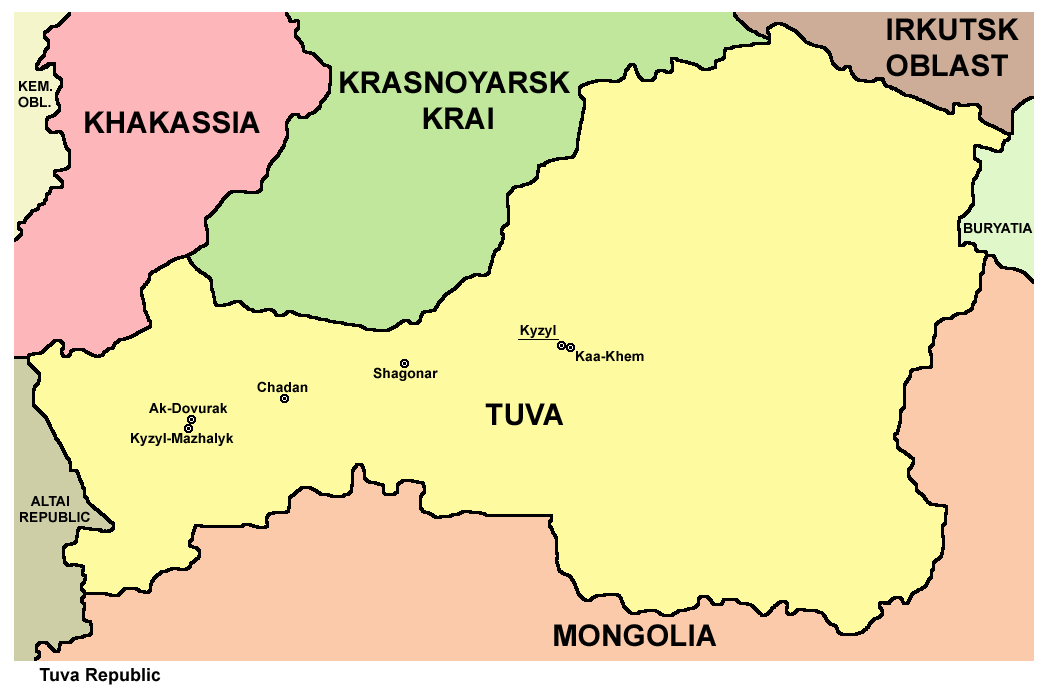
Mapa de Tuvá donde sale Chadán

Chadán es una ciudad de la república de Tuvá, Rusia, cuyas coordenadas geográficas son, aproximadamente, 51°17′00″N 91°35′00″E / 51.28333, 91.58333. Su población en el año 2010 era de 9000 habitantes.
- Datos: Q197643
- Multimedia: Chadan / Q197643